# Germondans
Germondans település Franciaországban, Doubs megyében. Lakosainak száma 59 fő (2022. január 1.). Germondans Loulans-Verchamp, Rigney, La Tour-de-Sçay, La Barre, Beaumotte-Aubertans, Cenans és Blarians községekkel határos.

## Népesség
A település népességének változása:
| Lakosok száma | 55   | 57   | 64   | 67   | 62   | 60   | 60   | 61   | 62   | 59   |
|               | 1968 | 1982 | 1990 | 2006 | 2013 | 2015 | 2017 | 2019 | 2020 | 2022 |